# Froyla Tzalam
Froyla Tzalam, blev generalguvernör i Belize 2021. 